# Boris Weisfeiler
Boris Weisfeiler (russisch Борис Юльевич Вейсфейлер, * 19. April 1941 in Moskau; vermutlich verstorben in Chile) war ein russischstämmiger US-amerikanischer Mathematiker, der seit 1985 in Chile verschollen ist. Es gibt mehrere Hinweise darauf, dass Kräfte der chilenischen Militärdiktatur ihn in Zusammenarbeit mit der Colonia Dignidad gewaltsam „verschwinden ließen“. Nachdem im Jahr 2012 acht Personen im Zusammenhang mit Weisfeilers Verschwinden verhaftet wurden, wurde der Fall 2016 wegen Verjährung wieder geschlossen. Dagegen wird derzeit Berufung eingelegt.

## Leben
Weisfeiler promovierte (Kandidatentitel) 1970 am Steklow-Institut in Sankt Petersburg bei Ernest Borissowitsch Winberg. Er wanderte 1975 in die USA aus, nachdem seine Karriere wegen seiner Weigerung, eine Petition gegen einen Kollegen zu unterschreiben, blockiert wurde. Er arbeitete zunächst 1975/76 am Institute for Advanced Study bei Armand Borel und war später Professor an der Pennsylvania State University. Seit 1981 war er US-amerikanischer Staatsbürger. Als Mathematiker veröffentlichte er über 30 Arbeiten, viele davon zur Theorie der algebraischen Gruppen. Mehrere mathematische Konzepte und eine Vermutung sind nach ihm benannt.
Weisfeiler war ein erfahrener Outdoor-Aktivist, der gerne allein die Wildnis durchquerte wie schon in Sibirien, Alaska, China, Nepal und Peru, und brach Ende Dezember 1984 allein zu einer Bergwanderung in den chilenischen Anden auf. Dort verschwand er am 5. Januar 1985 in der Nähe des ausgedehnten Geländes der Colonia Dignidad. Chilenische Polizisten behaupteten, er sei ertrunken. Weisfeiler, der kaum Spanisch sprach, hatte einen Schafhirten nach dem Weg gefragt und ihm sein Ziel auf der Karte gezeigt, ein Ort nahe dem Südeingang der Colonia. Ein Bruder des Schafhirten sah ihn kurze Zeit später und benachrichtigte die Militärpolizei, die eine Patrouille ausschickte. Seine Tarnkleidung erregte Misstrauen und die Anwohner waren dort überhaupt angewiesen worden, Fremde der Polizei zu melden. Diese fand nach eigenen Angaben, die von US-Konsularbeamten später vor Ort überprüft wurden, einen Rucksack und Fußspuren in der Nähe eines Flusses und schlossen, dass er beim Versuch der Überquerung ertrunken war.
Bis heute wird aber Gerüchten nachgegangen, dass die Colonia Dignidad, in der nachweislich Regimekritiker in Zusammenarbeit mit der chilenischen Geheimpolizei gefoltert wurden, bei seinem Verschwinden eine Rolle spielte. Es ist vermutet worden, dass er unter dem Verdacht, ein sowjetischer, „jüdischer“ oder israelischer Spion zu sein, von einer Militärpatrouille verhaftet wurde, die ihn in die Colonia Dignidad brachte, wo er ermordet wurde. Menschenrechtsaktivisten in den USA um Weisfeilers Schwester Olga (sie ist in die USA eingewandert) versuchen bis heute sein Schicksal aufzuklären. 2006 forderten sie in einem offenen Brief, der von 27 US-Kongressabgeordneten und US-Senatoren unterzeichnet wurde, von der damaligen chilenischen Präsidentin Michelle Bachelet Aufklärung. Olga Weisfeiler traf Bachelet 2006 in Washington, D.C. auch persönlich.
Im August 2012 wurden acht ehemalige Polizisten und Militärs verhaftet und wegen Entführung und Bildung einer kriminellen Vereinigung im Fall Weisfeiler angeklagt. Die Polizisten hatten damals angegeben, Weisfeiler wegen seiner Militärkleidung für einen illegal eingereisten Extremisten gehalten zu haben, der sich in Chile verstecken wolle. Deshalb hätten sie ihn gefangen, festgenommen und dies zunächst verheimlicht. Später gaben die Militärs an, Weisfeiler sei bei der Durchquerung eines Flusses ertrunken, an dessen Ufer sie Spuren von ihm gefunden hatten.
Das Verfahren wurde 2016 wieder eingestellt, nachdem der Richter geurteilt hatte, dass es sich nicht um ein Verbrechen gegen die Menschlichkeit handelte, sondern um ein „normales“ Verbrechen, welches inzwischen verjährt ist. Boris’ Schwester Olga Weisfeiler und andere Aktivisten legten Berufung gegen dieses Urteil ein und streben weitere Untersuchungen an. Im August 2017 wurde die nächste Anhörung über die Berufung erneut verschoben. Die chilenische Mathematiker-Vereinigung hat ebenfalls eine Kampagne gestartet, den Fall neu zu öffnen und die Untersuchungen wieder aufzunehmen.

## Werk
Sein starker Approximationssatz für die allgemeine lineare Gruppe fand weite Anwendung und stellt einen Zusammenhang zwischen zwei Topologien für Untergruppen einer linearen Gruppe auf: Ist G eine Zariski-dichte Untergruppe, so ist diese auch bezüglich der Kongruenz-Topologie fast dicht. Letztere ist eine viel stärkere Eigenschaft die eine ganze Reihe von Strukturaussagen für algebraische Gruppen zur Folge hat. Für den Beweis benutzte er die Ergebnisse der Klassifikation endlicher einfacher Gruppen, inzwischen gibt es aber auch Beweise, die dies umgehen. Er fand auch 1984 die bis dahin beste Schranke für den Index abelscher normaler Untergruppen von endlichen linearen Untergruppen der allgemeinen linearen Gruppe {\displaystyle GL_{n}} (die Existenz einer solchen Schranke war schon Camille Jordan bekannt). Dabei benutzte er auch den Klassifikationssatz endlicher einfacher Gruppen und war überhaupt einer der Ersten, der Anfang der 1980er Jahre diesen Satz, dessen Beweis zu den Höhepunkten der Mathematik des 20. Jahrhunderts zählt, auf lineare unendliche Gruppen anwandte.
Die Kac-Weisfeiler Vermutung (zusätzlich nach Victor Kac benannt) in der Darstellungstheorie von Liealgebren über Körpern positiver Charakteristik wurde 1995 von A. Premet bewiesen.

## Werke (Auswahl)
- Strong approximation for Zariski-dense subgroups of semisimple algebraic groups. Ann. of Math. (2) 120 (1984), no. 2, 271–315.
- mit Matthews, Vaserstein: Congruence properties of Zariski-dense subgroups. I. Proc. London Math. Soc. (3) 48 (1984), no. 3, 514–532.